# Вільялькампо
Вільялькампо (ісп. Villalcampo) — муніципалітет в Іспанії, у складі автономної спільноти Кастилія-і-Леон, у провінції Самора. Населення — 551 особа (2010).
Муніципалітет розташований на відстані близько 230 км на північний захід від Мадрида, 25 км на захід від Самори.
На території муніципалітету розташовані такі населені пункти: (дані про населення за 2010 рік)
- Карбахоса: 160 осіб
- Сальто-де-Вільялькампо: 41 особа
- Вільялькампо: 350 осіб

## Демографія
Динаміка населення (INE ):